# Melanohalea exasperatula
Melanohalea exasperatula (Synonyme: Melanelia exasperatula, Parmelia exasperatula (Basionym)) ist eine in Mitteleuropa häufige Blattflechtenart aus der Familie der Parmeliaceae, die auf Baumrinde wächst.

## Beschreibung
Der Thallus ist oberseits braun bis olivbraun (feucht olivgrün), an der Unterseite hingegen deutlich heller (beige bis rosabraun). Der Durchmesser des rosettigen Lagers dieser vergleichsweise kleinwüchsigen Blattflechte erreicht maximal 4 cm. Charakteristisch sind die teilweise dicht gedrängt stehenden, glänzenden Isidien, die an den Enden keulig verdickt bis spatelförmig abgeplattet sind. Apothecien sind selten (dann braun).

## Verbreitung
Die Art ist von der Borealen Zone bis in den Mittelmeerraum zu finden. Sie gedeiht hauptsächlich auf der Borke freistehender Laubbäume oder Nadelbäume (auch an Zweigen der Kronenregion), oft auch an Obstbäumen.